# Casa della Resistenza
La Casa della Resistenza, progettata dall'architetto e partigiano Cesare Mercandino, venne edificata nel 1994, ultimata e inaugurata nel 1996, divenendo un centro storico che, tramite l'Associazione della Casa della Resistenza, trasmette la memoria delle lotte per la liberazione e i suoi valori.
Ha sede in Via Filippo Turati N°9 a Verbania nella frazione di Fondotoce ed è dedicata ai 43 partigiani fucilati dopo il Rastrellamento della Val Grande nel Giugno 1944, in particolare riguardo l'Eccidio di Fondotoce, episodio di sterminio di massa per mano umana.

## Storia
Nel 1944, in seguito all'avanzata delle truppe alleate, le forze nazifasciste (circa 5000 tedeschi) furono costrette a ripiegare su tutti i fronti, organizzando nuove linee difensive. Per rendere sicure le retrovie iniziarono una dura controffensiva nei confronti del movimento partigiano con rastrellamenti in tutto il nord Italia. Tra questi avvenne il rastrellamento della Val Grande durante la prima metà del giugno 1944, in cui furono catturati numerosi partigiani (circa 500) di tutta la zona. In particolare vennero catturati i partigiani della formazione “Valdossola” che catturarono una quarantina di fascisti il precedente 30 maggio.
Alcuni di quest'ultimi vennero portati e fatti prigionieri nella sede di comando tedesco di Malesco, altri invece in quella di Intra, Villa Caramora. In questi luoghi di detenzione i partigiani vennero picchiati e torturati.
Tra i prigionieri, oltre ai partigiani del “Valdossola” c'erano: Cleonice Tomassetti, la quale si trovò nel mezzo del rastrellamento mentre cercava di unirsi ai partigiani, ed Emilio Liguori, il giudice di Verbania che venne arrestato per sospetto di complicità con i partigiani.
Il gruppo di partigiani detenuti a Malesco venne trasferito a Intra, davanti alla villa Caramora la mattina del 20 giugno 1944, dove vennero poi raggiunti da un altro gruppo di prigionieri della stessa villa.
46 partigiani vennero fatti sfilare sul lungolago di Intra, Pallanza e Suna in una macabra processione in autocarro, ad eccezione dei centri abitati che dovevano essere attraversati a piedi; a testimonianza di questo ci sono rimaste tre foto dove possiamo vedere i partigiani  malmessi a causa delle torture. Disposti su tre file venne fatto portare un grande cartello con scritto “sono questi i liberatori d'Italia oppure sono i banditi?”.
Dei 46 partigiani 3 vennero risparmiati, mentre i restanti 43, arrivati a Fondotoce nei pressi del canale che collega il lago Maggiore al lago di Mergozzo, vennero chiamati a tre a tre dai nazifascisti e fucilati. Solo uno di loro, Carlo Suzzi, riuscì a sopravvivere, ferito, venne trovato e aiutato dalla gente locale. Guarito successivamente rientrò nella formazione “Valdossola” con il nome di battaglia “Quarantatré”.
Oggi, presso il luogo dell'eccidio, sorge la Casa della Resistenza, circondata dal Parco della Memoria e della Pace proprio a testimonianza dell'accaduto.

## Il Sopravvissuto
Carlo Suzzi (16 luglio 1926 – 2017) fu un partigiano della formazione “Valdossola” catturato durante il rastrellamento nazifascista della Val Grande nella primavera del 1944. Il 20 giugno 1944, Carlo Suzzi era uno dei 46 partigiani che vennero scelti per essere fucilati. 3 uomini furono inspiegabilmente graziati, mentre gli altri 43 tra cui Carlo Suzzi vennero fucilati a tre a tre a Fondotoce, nel luogo in cui oggi sorge la Casa della Resistenza. Carlo Suzzi riuscì miracolosamente a sopravvivere ai proiettili. Nonostante le numerose ferite riuscì a salvarsi fingendosi morto in mezzo ai 42 corpi dei suoi compagni caduti. Della gente del posto lo aiutò a guarire le ferite e tornò poi nella sua formazione con il simbolico nome di battaglia “Quarantatré”. Dopo la guerra si trasferì in Thailandia dove morì nel 2017.

## Struttura
Nell'edificio è presente una vasta area di accoglienza di visitatori che conduce al auditorium, dove vi sono spesso eventi, assemblee, riunioni e convegni, oppure in una sala delle esposizioni che accoglie mostre temporanee; vi sono anche un laboratorio didattico per le scolaresche ed un piccolo museo che mostra resti di armi e oggetti della Seconda Guerra Mondiale. Vi è poi un Centro di Documentazione storico e una ampia Biblioteca dedicata al partigiano Aldo Aniasi, dove è possibile recuperare documentazione e materiale prezioso riguardo alle storie personali dei partigiani operativi in Val Grande e nel Verbano durante il 1944. All'esterno vi è il Parco della Memoria e della Pace, edificato nel 1994 che comprende un'area Monumentale dedicata alla resistenza.
L'associazione, costituita nel 1997 dai rappresentanti delle organizzazioni della Resistenza e dall'Istituto storico della Resistenza e della società contemporanea nel VCO “Piero Fornara”, è aperta a tutti coloro che condividono gli stessi valori, gli ideali e gli scopi:
raccolta, archiviazione e catalogazione di documentazione storica e culturale;
- Organizzazione di attività didattiche e di studio (convegni, presentazioni editoriali, incontri, lezioni, mostre);

- attività di supporto alla ricerca attraverso la Biblioteca Aldo Aniasi e il connesso Centro di Documentazione;

- accoglienza di scolaresche, singoli visitatori e gruppi organizzati;

- promozione di un turismo storico-didattico-culturale nel Verbano Cusio Ossola attraverso escursioni sui sentieri partigiani;

- realizzazione di pubblicazioni (rivista trimestrale "Nuova Resistenza Unita", materiale informativo) finalizzate principalmente alla conoscenza della storia della Resistenza locale e del suo significato universale di pace e fratellanza tra i popoli;

- attivazione di forme di gemellaggio e interscambio informativo con analoghe strutture e luoghi della memoria esistenti in Italia e all’estero.

Fra i promotori della "Casa" poi i suoi animatori, va ricordato l'ex-partigiano e amministratore locale Gianni Maierna (1925-2017).